# Phostria albirenalis
Phostria albirenalis là một loài bướm đêm trong họ Crambidae.